# Hammershus län
Hammershus län var ett danskt slottslän, som tillhörde ärkesätet i Lund. Det omfattade Bornholm och bestod av fyra härader: norra, västra, östra och södra. Länet ersattes 1662 av Bornholms amt.
Hammershus län bestod häraderna (herreder):
- Nørre Herred
- Sønder Herred
- Vester Herred
- Øster Herred

## Historia
År 1149 erhöll ärkesätet i Lund tre av Bornholms fyra härader som en del av ett lösen. Kungen behöll det västra häradet och byggde Lilleborg i Almindingen som sin maktbas på Bornholm. Lilleborg erövrades av ärkebiskop Jakob Erlandsens bror 1259. Därefter hade kyrkan herravälde över hela Bornholm. Hammershus byggdes som ärkebiskopens borg på Bornholm. Det råder oenighet om när detta skedde, men de senaste arkeologiska undersökningarna tyder på att borgen uppfördes på 1290-talet. 
Ärkesätet i Lund hade under 1400-talet utvecklat en stor organisation för att förvalta egendomar som slott och huvudgårdar i Skåne. Varje slott hade ett eget län och Hammershus på Bornholm var länge den starkaste färgningen i det danska riket. Den försörjdes med avkastningen från ärkebiskopen gårdar som låg under länet. Överskottet levererades till Lundagård. Kyrkan hade även rätt till vid kusten strandade skepp, vilka togs om hand av slottsfogden.
Hela släkter tog sig fram genom kyrkan och i början av 1300-talet gjorde Karl Eriksen Galen sin bror Johan till befälhavare över Hammershus och hövitsman över Bornholm.
Under 1400-talets andra hälft gjorde ärkebiskop Jens Brostrup sin bror Hans till hövitsman på Hammershus med ansvar för hela Bornholm. 
På våren 1522 vände sig kung Gustav till Hansan för att få stöd av deras skepp från Lübeck. De brandskattade Bornholm och brände Hammershus.
I det synnerligen gynnsamma fredsavtalet i Roskilde den 26 februari 1658 bestämdes att Bornholm med Hammershus län skulle tillfalla Sverige. Genom fredsavtalet i Köpenhamn 1660 återlämnade Sverige till Danmark-Norge Bornholm, som under kriget hade frigjort sig från den svenska ockupationsmakten och som från 1660 sålunda kom att skiljas från övriga ”Skånelandskap” i fråga om nationstillhörighet.

## Länsherrar
- 1255–65 Anders Erlandsen, hövitsman[4]
- –1295– Jacob Nielsen[5]
- –1319 Thule Muus (Mus), Peter Magnusen och Palne Johnsen
- 1319–25 Ludvig Albertsøn Eberstein
- 1325 Peder Vendelbo
- –1334–45 Hans/Jens Eriksen Galen
- –1360– Jep eller Jacob Jensen Galen[6]
- 1361-62 Jacob Splid
- (1362)– 1389 Hans Lavesen Uf
- –1393–94– Kuneke Isenvorde
- –1394–1405– Povl Degn
- –1397–1407– Johannes Lavesen Uf[5]
- –1424–34 (1443) Aage Nielsen Sparre
- –1433– Jes Harbo, husfogde
- –1443– Jens Eder, landsdommare
- –1444–49– Gustav Lavesen
- –1469– Ditlev Daa
- –1484–93– Hans Brostrup
- –1497– Kristiern van Haffn
- 1508-1520 Steen Stensen Laxmand[5]
- 1522 Niels Jepsen Sparre, förläning på livstid, men återgivit 1523. Niels Bryske slottsherre[1]
- 1523 Carsten Luneborg
- 1524 Mikkel Hals
- 1525–43 Berendt Knop, första lübiska hövitsman[5][7]
- 1543–47 Junker Blasisus von Wicheden
- 1547-56 Hermann Boitin
- 1556-73 Schweder Kettingk
- 1573 Kort Hartkingk
- 1573-76 Matteus Tidemand
- 1576-77 Mandrup Parsberg, förste länman efter lübecktiden[5]
- 1577-79 Mogens Gøye
- 1579-87 Henrik Brahe
- 1587-94 Falk Gøye
- 1594-1610 Hans Christophersen Lindenov[5]
- 1610-21 Hans Johanes Lindenov
- 1621–24 Andres Sinclar, svindlade med skatteuppbörden[5]
- 1625-45 Holger Rosenkrantz
- 1645 John Burdon
- 1646–51 Junker Ebbe Ulfeldt
- 1651-58 Joakim Gersdorff
- 1658 Johan Printzenssköld, blev skjuten av Willum Clausen Kelou
- 1659 Claus Kames[5]
- 1659 Michel Echstein, flydde då svenskarna övertog Bornholm
- 1659-62 Adolf Fuchs, (känd som en tyrann)[5]
- 1661-62 Ditlev Lütken[5]